# Kraftwerk Sendje
Das Kraftwerk Sendje ist ein Wasserkraftwerk in der Provinz Litoral, Äquatorialguinea, das zur Zeit am Wele errichtet wird. Die Hauptstadt Bata liegt ungefähr 40 km nordöstlich des Kraftwerks.

## Stausee
Beim normalen Stauziel von 88 m erstreckt sich der Stausee über eine Fläche von rund 21,57 km² und fasst 60 Mio. m³ Wasser.

## Kraftwerk
Mit dem Bau des Kraftwerks wurde im Februar 2012 begonnen. Es wird nach Fertigstellung über eine installierte Leistung von 200 MW verfügen. Die 4 Francis-Turbinen des Kraftwerks werden jede maximal 50 MW leisten. Die durchschnittliche Jahreserzeugung wird bei 1,402 Mrd. kWh.
In der Schaltanlage wird die Generatorspannung mittels Leistungstransformatoren auf 220 kV hochgespannt. Die Fallhöhe beträgt 67,5 m.